# Stenocephalemys griseicauda
Stenocephalemys griseicauda is een knaagdier uit het geslacht Stenocephalemys dat voorkomt in de oostelijke bergen van Ethiopië, op 2400 tot 3900 m hoogte. Deze soort komt voor in gebieden met struiken. S. griseicauda is het nauwste verwant aan S. albipes. Het karyotype bedraagt 2n=54, FNa=58.